# Charles Dubost (chirurgien)
Pour les articles homonymes, voir Dubost.
Charles Dubost, né à Saint-Gaultier le 1er octobre 1914 et mort à Paris 15e le 11 janvier 1991, est un médecin et professeur français pionnier dans la chirurgie cardio-thoracique.

## Biographie
Il est né le 1 octobre 1914 à Saint-Gaultier dans l'Indre dans une famille de pharmaciens, Charles Dubost commence ses études aux lycées Montaigne et Henri-IV, et les poursuit à la faculté de médecine de Paris. Il devient externe des hôpitaux de Paris en 1934, puis commence son internat quatre années plus tard, en chirurgie générale et digestive, en pratiquant également de la chirurgie pédiatrique et urologique. Il est ainsi interne lorsque la Seconde Guerre mondiale éclate et sert comme lieutenant-docteur. Fait prisonnier, il s'évade et entre dans la Résistance. Après la guerre, Dubost reprend son internat au service de François de Gaudart d'Allaines, chirurgien réputé de l'époque qu'il avait déjà connu en tant qu'externe et dont il devient l'assistant.
En 1946, Dubost est nommé chirurgien assistant des hôpitaux de Paris. Le service de chirurgie général à l'hôpital Broussais, dirigé par Henri Mondor, devient alors renommé grâce aux travaux de Dubost en chirurgie digestive.
En 1947, de Gaudart d'Allaines invite Alfred Blalock et Henry Bahnson à Paris pour leur montrer sa façon de traiter les enfants bleus. Dubost est impressionné par le talent de ces chirurgiens de Baltimore, et décide alors de changer de spécialité pour se dévouer à la chirurgie cardiaque, avec le soutien de Gaudart d'Allaines. Ce dernier lui réserve plusieurs lits dans son service pour le traitement des enfants bleus et lui met à disposition un laboratoire. En 1949, Dubost devient chirurgien des hôpitaux de Paris.
En mars 1951, Dubost est « le premier chirurgien du monde à opérer avec succès un anévrisme de l'aorte abdominale » sur un homme de 50 ans avec une incision thoraco-abdominale gauche et une homogreffe de 15 cm de long prise sur une aorte thoracique d'une femme de 20 ans décédée 3 semaines auparavant. Cette opération secoua le monde de la chirurgie et inspira plusieurs chirurgiens en Europe et aux Etats-Unis.
En 1955, il devient agrégé de l'université et professeur de chirurgie. La même année, il innove en chirurgie cardiaque, en utilisant le cœur-poumon artificiel pour une opération à cœur ouvert. En 1959, il est le premier à tenter et réussir une désobstruction de l'orifice des artères coronaires.
En 1968, il réalise avec succès à deux reprises, pour la première fois en Europe, une transplantation cardiaque.
Il est élu de l'Institut de France (Académie des sciences) en 1975 (section de médecine et chirurgie) et 1976 (section de biologie humaine et sciences médicales). Son épée d'académicien est conçue par Pierre-Yves Trémois et réalisée par Arthus-Bertrand.
Dubost prend sa retraite en 1982. Il meurt en 1991, à 76 ans.

## Publications
- Charles Dubost et Philippe Blondeau, Chirurgie à cœur ouvert, Paris, Masson, 1957, 320 p. (OCLC 14593012).
- Charles Dubost, D. Guilmet et R. Soyer, La chirurgie des anévrysmes de l'aorte, Paris, Masson, 1970, 296 p. (OCLC 14425289).
- Charles Dubost et Alain Frédéric Carpentier, Chirurgie vasculaire, Paris, Masson, 1979, 248 p. (OCLC 665001522).